# Onda triangular
Uma onda triangular é uma espécie básica de forma de onda não-senoidal que recebeu este nome devido ao seu formato semelhante a um triângulo.

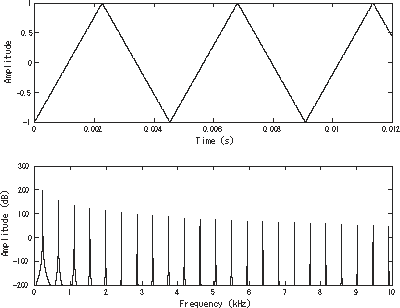
Uma onda triangular com limite de banda representada no domínio do tempo (acima) e no domínio da frequência (abaixo). A onda fundamental é a 220 Hz (A2).

Como uma onda quadrada, a onda triangular contém apenas harmônicas ímpares. Entretanto, as harmônicas superiores se reduzem muito mais rapidamente do que em uma onda quadrada (proporcional ao inverso do quadrado do número hamônico ao invés de apenas ao inverso), e desse modo seu som é mais natural do que o de uma onda quadrada, sendo mais próximo do som da uma onda seno.
É possível se aproximar de uma onda triangular utilizando síntese aditiva adicionando-se harmônicas ímpares à fundamental, multiplicando-se cada (4n−1)énsima harmônica por −1 (ou mudando sua fase por {\displaystyle \pi }), e inserindo as harmônicas com o inverso do quadrado de sua frequência relativa à frequência fundamental.
Esta série infinita de Fourier converge para uma onda triangular:

Animação da síntese aditiva de uma onda triangular com um número crescente de harmônicas

{\displaystyle x_{\mathrm {triangular} }(t)={\frac {8}{\pi ^{2}}}\sum _{k=1}^{\infty }\sin \left({\frac {k\pi }{2}}\right){\frac {\sin(kt)}{k^{2}}}}

## Ver também

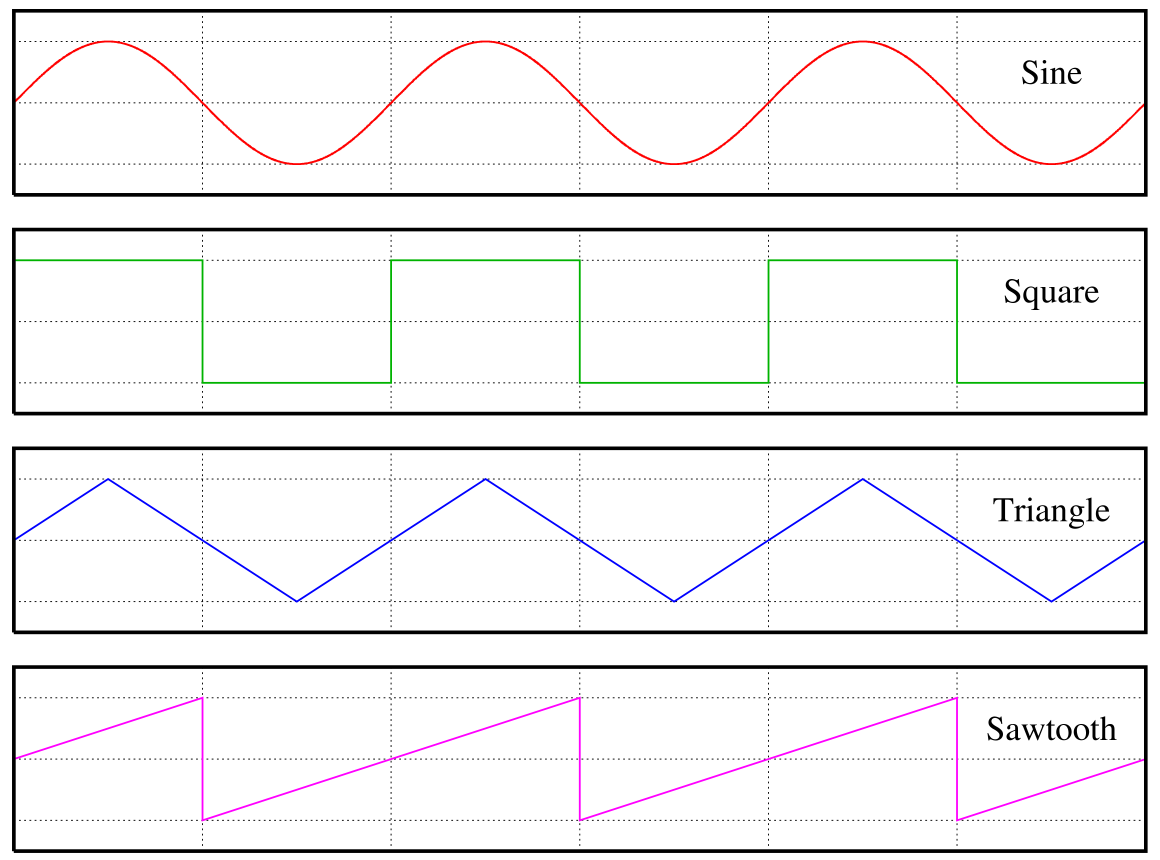
Formas de onda das ondas seno, quadrada, triangular, e dente de serra